# Pseudofistulina sinensis
Pseudofistulina sinensis es una especie de hongo y estrechamente relacionado con el tenquique. Pertenece a la familia Fistulinaceae y a la división Basidiomycota y fue descrita por primera vez por Guo Yang Zheng y Zhi Shu Bi en 1986. Habita en la provincia de Cantón en China.

## Distribución
Se le encuentra en la provincia de Cantón en China.